# Les Chemins de la force et de la beauté
Pour plus de détails, voir Fiche technique et Distribution.
Les Chemins de la force et de la beauté (Wege zu Kraft und Schönheit - Ein Film über moderne Körperkultur) est un film documentaire muet en noir et blanc de la République de Weimar dirigé par Nicholas Kaufmann et Wilhelm Prager sorti en 1925.

## Sujet
Le fim Les Chemins de la force et de la beauté a pour ambition de montrer la place du corps dans la société moderne où tant l'homme que la femme ne se préoccupent pas assez de leur beauté et de leur santé. En Allemagne la Frei Körper Kultur, ou culture du corps libre est en plein essor avant d'être récupérée par le nazisme.

## Le film
Les Chemins de la force et de la beauté est découpé en six parties :
1. Les Grecs de l'Antiquité et les temps modernes
2. L'exercice physique et la santé par la gymnastique
3. La gymnastique rythmique
4. La danse
5. Le sport, partie où de nombreux sportifs apparaissent
6. Le soleil, l'air et l'eau

## Fiche technique
- Titre : Les Chemins de la force et de la beauté
- Titre original : Wege zu Kraft und Schönheit - Ein Film über moderne Körperkultur
- Réalisation : Nicholas Kaufmann et Wilhelm Prager
- Scénario : Nicholas Kaufmann, Ernst Krieger et Wilhelm Prager
- Musique : Giuseppe Becce
- Photographie : Eugen Herich et Friedrich Weinmann
- Société de production : Kulturabteilung et Universum Film
- Société de distribution : Alliance Française Européenne (France)
- Pays : Allemagne  République de Weimar
- Genre : Documentaire
- Durée : 100 minutes
- Dates de sortie : 
  -  Finlande : 12 octobre 1925

## Personnalités figurant dans le film
| - Rudolf Bode - Leroy Brown, sauteur en hauteur, 1,95 mètre aux Jeux olympiques de 1924 à Paris - Carola de la Riva - Jack Dempsey, boxeur - David Lloyd George - Jenny Hasselqvist - Gerhart Hauptmann, auteur dramatique allemand - Camilla Horn - Hubert Houben - Niddy Impekoven - Baku Ishii - Konami Ishii - La Jana, danseuse et actrice - Nick Kaufmann, père du scénariste Nicholas Kaufmann - Tamara Karsavina, danseuse | - Rocky Knight - Rudolf Kobs - Eve Liebenberg - Bess Mensendieck - Benito Mussolini - Aldo Nadi, escrimeur - Nedo Nadi, champion du monde en escrime - Charlie Paddock, sprinteur américain - Ellen Petz - Babe Ruth, joueur américain de baseball - Hertha von Walther, actrice - Johnny Weissmüller, nageur - Carr Wills - Helen Wills, joueuse de tennis américaine - Peter Wladimiroff |

- Les danseurs et danseuses de l'école Mary-Wigman-Schule, dont Leni Riefenstahl, qui y fait sa première apparition au cinéma